# Chiffonade
Chiffonade ist eine Schnitt- und Vorbereitungsform für grüne Blattsalate und Kräuter usw., die in ungleichmäßige feine Streifen geschnitten werden. Chiffonade wird beispielsweise zum Garnieren von Horsd’œuvre oder pikanten Cocktails aus Obst, Gemüse, Geflügelfleisch, Fisch, Krebsfleisch oder Weichtieren verwendet.

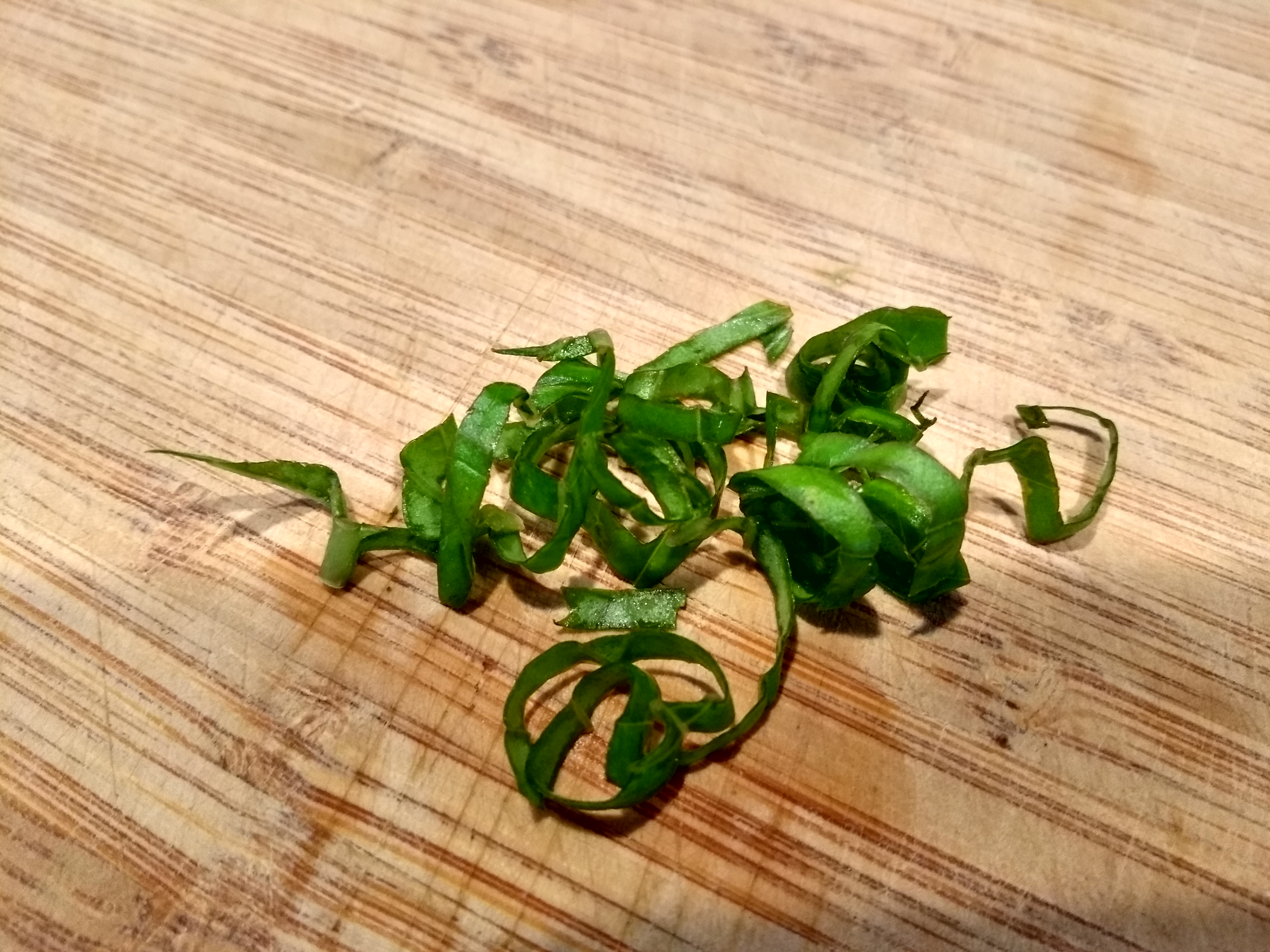
Basilikum-Chiffonade
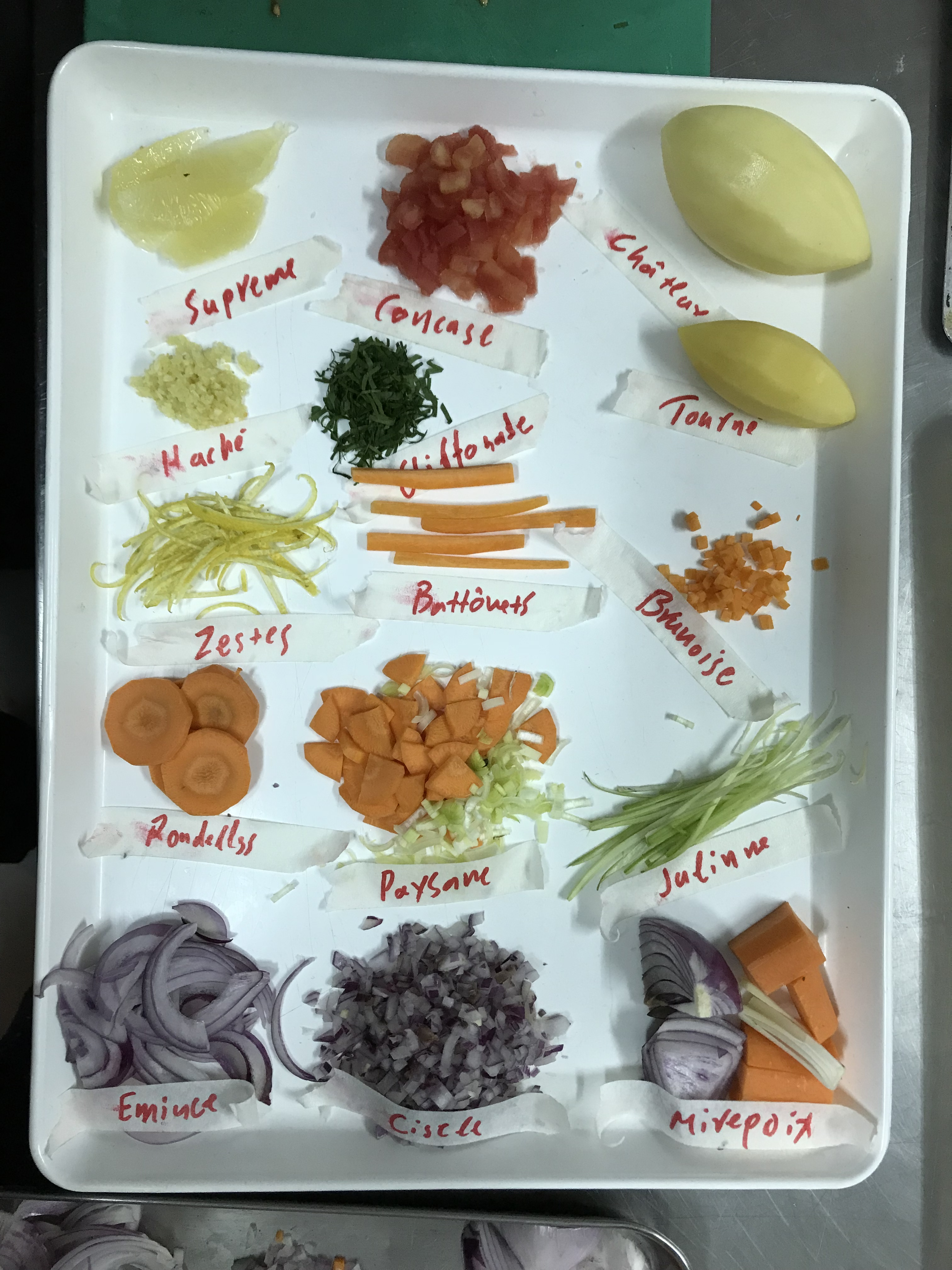
Verschiedene Schnittformen der klassischen Küche
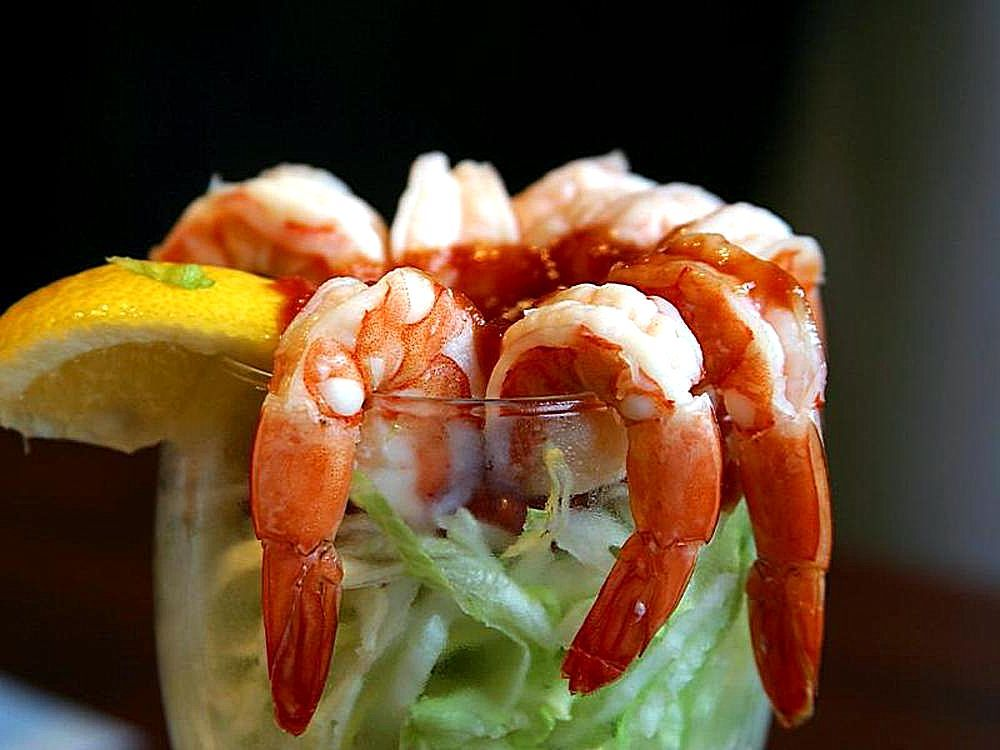
Shrimp-Cocktail mit Salat-Chiffonade